# Pedaliodes auristriga
Pedaliodes auristriga är en fjärilsart som beskrevs av Otto Thieme 1905. Pedaliodes auristriga ingår i släktet Pedaliodes och familjen praktfjärilar. Inga underarter finns listade i Catalogue of Life.